# Marco Soares
Marco Paulo Silva Soares (Setúbal, 16 de Junho de 1984) é um futebolista português de origem cabo-verdiana, que joga habitualmente a médio.

## Carreira
Depois de uma época ao serviço do CS Pandurii Lignitul Târgu Jiu da Liga 1 do campeonato romeno de futebol, regressou ao Campeonato Português de Futebol para jogar na União Desportiva de Leiria.
Ele representou o elenco da Seleção Cabo-Verdiana de Futebol no Campeonato Africano das Nações de 2013.